# Näbbspinnare
Näbbspinnare (Pterostoma palpinum) är en fjärilsart som först beskrevs av Carl Alexander Clerck 1759.  Näbbspinnare ingår i släktet Pterostoma, och familjen tandspinnare. Arten är reproducerande i Sverige.